# Gal·lès mitjà
El gal·lès mitjà (en gal·lès Cymraeg Canol) és el nom que se li dona a la llengua gal·lesa dels segles XII al XV. Aquesta forma de gal·lès és l'evolució del gal·lès antic.

## Literatura i història
El gal·lès mitjà és la llengua de gairebé tots els primers manuscrits que van sobreviure al Mabinogion, tot i que els contes siguin molt més antics. També és l'idioma de la majoria dels manuscrits del dret gal·lès. El gal·lès mitjà és prou intel·ligible per a un parlant de gal·lès actual.

## Fonologia

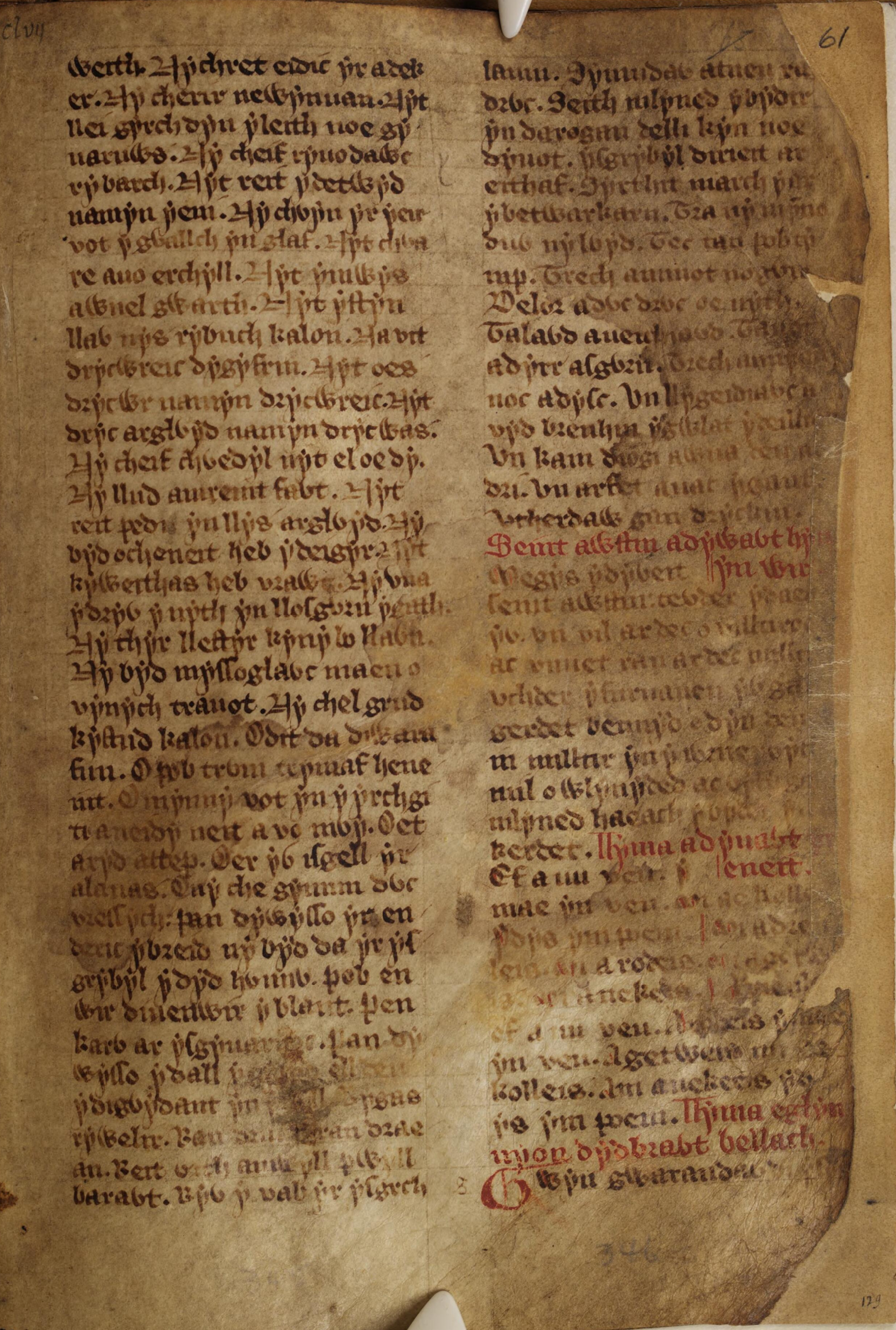
El Llibre Blanc de Rhydderch (Llyfr Gwyn Rhydderch), escrit el en gal·lès mitjà. f.61.r

La fonologia del gal·lès mitjà és força similar a la del gal·lès modern. La lletra u, que avui representa el so / ɨ / en els dialectes gal·lesos del nord-oest i / i / en el gal·lès del sud i del nord-est, representava la vocal tancada central arrodonida / ʉ / en el gal·lès mitjà. El diftong aw es troba en síl·labes finals àtones en el gal·lès mitjà, mentre que en gal·lès modern s'ha convertit en o (per exemple, gal·lès mitjà marchawc = gal·lès modern marchog, "cavaller"). De la mateixa manera, els diftongs del gal·lès mitjà ei i eu s'han convertit en ai i au en les síl·labes finals (per exemple, gal·lès mitjà seith = gal·lès modern saith, "set"; gal·lès mitjà heul = gal·lès modern haul "sol".

## Ortografia
L'ortografia del gal·lès mitjà no es va estandarditzar i, per tant, hi ha una gran variació entre els manuscrits en la forma d'escriure determinats sons. Es poden fer algunes generalitzacions de les diferències entre l'ortografia del gal·lès mitjà i l'ortografia moderna del gal·lès. Per exemple, els adjectius possessius ei (el seu, la seva), eu (el seu) i la preposició i (a) s'escriuen molt comunament en gal·lès mitjà y, per tant s'escriuen igual que l'article definit y la partícula relativa indirecta y. Una frase com ara y gath és ambigua en el gal·lès mitjà ja que tant pot significa "el gat" (escrit igual que en gal·lès modern), "el seu gat" (en gal·lès modern és ei gath) o bé "per a un gat" (en gal·lès modern és i gath).
Les consonants oclusives "d" i "ɡ" es representen amb les lletres "t" i "c" a final de paraula, per exemple diffryt ("protecció", diffryd en gal·lès modern) o redec (corrent rhedeg en gal·lès modern).
El so / k / s'escriu sovint "k" davant de les vocals "e", "i" i "y" (en gal·lès modern sempre s'escriu "c", per exemple la paraula en gal·lès mitjà keivyn en gal·lès modern és ceifn, que vol dir "cosí tercer").
El so / v / se sol escriure "u" o "v" (són intercanviables com en el llatí clàssic), excepte al final d'una paraula que s'escriu "f" (en gal·lès modern sempre s'escriu f, per exemple la paraula auall del gal·les mitjà avui s'escriu afall, que vol dir "pomer").
El so / ð / s'acostuma a escriure "d" (en gal·lès modern s'escriu "dd", per exemple dyd, que en gal·lès modern s'escriu dydd, "dia").
El so / r̥ / està escrit amb la grafia "r" i, per tant, no es distingeix gràficament del so / r / (en gal·lès modern es distingeix entre "rh" i "r" respectivament, per exemple redec que evoluciona a rhedeg, "corrent").

## Gramàtica

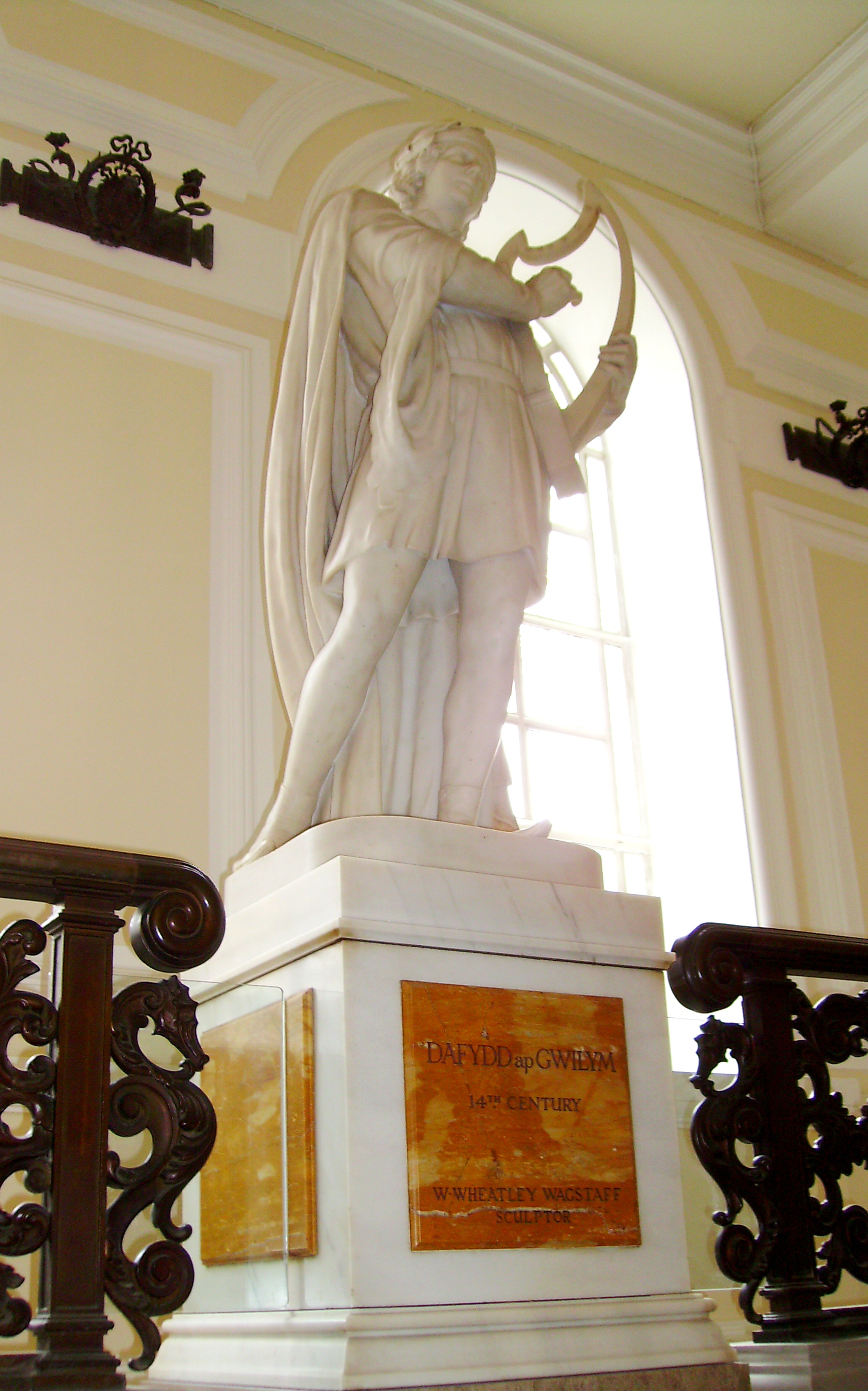
Estàtua de Dafydd ap Gwilym, l'escriptor més famós de la Baixa Edat Mitjana gal·lesa.

En la seva morfologia, el gal·lès mitjà s'apropa a les altres llengües celtes medievals, com ara a l'irlandès antic. Per exemple, les terminacions -wŷs, -ws, -es i -as s'utilitzen per a la tercera persona del singular del passat en gal·lès mitjà, així com també la forma -odd. En la mateixa persona i temps existeix la forma kigleu del verb clywed. "escoltar", que és molt antiquada i correspon a la cúala del vell irlandès (del verb ro-cluinethar "ell / ella va sentir"). El gal·lès mitjà també té formes plurals d'adjectius que no s'han conservat en el gal·lès modern, com ara cochion "vermell". La terminació plural -awr per a substantius és molt freqüent en gal·lès mitjà, avui substituïda per -au.
|            | caru, "to love" | bot, "ser"    |
| ---------- | --------------- | ------------- |
| Jo         | caraf           | wyf           |
| Tu         | kery            | wyt           |
| Ell/ella   | car             | yw, ys, yssyd |
| Nosaltres  | caran           | wyn           |
| Vosaltres  | kerych          | wych          |
| Ells/elles | carant          | wynt          |

## Morfologia
El gal·lès mitjà s'acosta més a les altres llengües celtes medievals, com ara al Irlandès antic, en la seva morfologia. Per exemple, les terminacions -wŷs, -ws, -es i -as s'utilitzen per a la tercera persona del singular del passat en gal·lès mitjà, així com també la forma -odd. En la mateixa persona i la temps existeix la forma kigleu del verb clywed (escoltar, etc.), que és molt antiquada i correspon al cúala del verb ro-cluinethar (ell / ella va sentir) de l'irlandès antic.
El gal·lès mitjà també té formes plurals d'adjectius més separades que no apareixen en el gal·lès modern, per exemple cochion (vermell, enrojolir). La terminació plural -awr per a substantius és molt freqüent en gal·lès mitjà, avui substituïda per -au.

## Sintaxi
Com en el gal·lès escrit modern, l'ordre de paraules és VSO (welodd y brenin gastell: "Va veure el rei un castell") no és d'ús imprescindible en el gal·lès mitjà, ja que també utilitza ordres irregulars i mixtes (Y brenin a welodd gastell: "[Va ser] el rei qui va veure un castell"). El suggeriment és que l'ordre mixt posa èmfasi en el tema i s'utilitza sovint també en el gal·lès modern per a emfatitzar alguna cosa. La diferència entre ambdues formes de gal·lès és que una partícula negativa ni/na no precedeix el subjecte en l'ordre mixt (Ni brenin a welodd gastell: "No va ser el rei qui va veure un castell"), sinó que precedeix el verb en l'ordre irregular (Brenin ni welodd gastell: "El rei no va veure un castell").